# Ange
Ange (französisch; /ɑ̃ʒ/) ist ein männlicher und auch weiblicher Vorname.

## Herkunft und Bedeutung
Der Vorname Ange ist eine Kurzform der Vornamen Angelus und Angela („Engel“). Er ist als männlicher Vorname im französischen Sprachraum verbreitet.

## Namensträger

### Männlich
- Ange Hyacinthe Maxence de Damas (1785–1862), französischer General und Staatsmann
- Ange-François Fariau de Saint-Ange (1747–1810), französischer Lyriker und Übersetzer
- Ange-Jacques Gabriel (1698–1782), französischer Architekt, Vertreter des Klassizismus
- Ange René Armand de Mackau (1788–1855), französischer Admiral und Politiker
- Ange Mancini (1944), französischer Präfekt
- Ange-Félix Patassé (1937–2011), Staatspräsident der Zentralafrikanischen Republik

### Weiblich
- Ange Atsé (* 1988), ivorische Fußballnationalspielerin
- Ange Laycock (* 1982), britische Soldatin und Sportlerin
- Ange Leccia (* 1972), französische Künstlerin